# Бирн, Гэбриэл
Гэ́бриэл Джеймс Бирн (англ. Gabriel James Byrne; род. 12 мая 1950 года, Дублин, Ирландия) — ирландский актёр театра, кино и телевидения. Лауреат премии «Золотой глобус».
В детстве он готовился быть священником, но стал учителем и уйти в профессиональные актёры решил только в 29 лет. Наиболее популярные работы в кино — «Защита государства»,                "Корабль - призрак",«Перекрёсток Миллера»,«Подозрительные лица». На телевидении — роль психотерапевта в сериале HBO «Пациенты». Предпочитает сниматься в артхаусных проектах.

## Биография
Гэбриэл — самый старший из шестерых детей в семье Дэна и Айлин Бирнов, его отец был простым рабочим в Дублине, мать — медсестрой.
Он получил суровое воспитание в одной из католических школ конгрегации Христианских братьев (англ. Congregation of Christian Brothers), сохранив негативные воспоминания о царивших там методах обучения и практике телесных наказаний.
В 12 лет Гэбриэл Бирн поступил в семинарию в Бирмингеме, вознамериваясь стать миссионером в Африке, но в 1966 году юношу выгнали за «близость с женщинами, алкоголь, сигареты и футбол».
Некоторое время он перебивается случайными заработками, а затем поступает в Ирландский национальный университет в Дублине, где изучает литературу, фонетику, археологию, испанский и ирландский языки, а также выступает за футбольный клуб «Стелла Марис» (англ.  Stella Maris F.C.). Получив диплом в 1973 году, Бирн уехал в Испанию работать преподавателем английского языка, потом вернулся домой и преподавал испанский язык и литературу в школе для девочек.

### Начало актёрской карьеры
Первый сценический опыт Гэбриэл Бирн приобрёл в 1976 году, участвуя в спектаклях экспериментального «Проект Театра» (англ. The Project Theater), — по словам актёра, за сорок долларов в неделю. Любительской труппой руководил ныне успешный ирландский режиссёр Джим Шеридан, в неё же входили молодые актёры Лиам Нисон и Стивен Ри.
Я всегда руководствовался в жизни интуициейГэбриэл Бирн
Профессиональная карьера Бирна началась в 1978 году, когда его приняли в труппу дублинского Театра Аббатства. Одновременно он играл в Фокус Театре (англ. Focus Theatre), где под руководством Дейдры О’Коннэл вместе с Колмом Мини осваивал актёрское мастерство по системе Станиславского. В том же году Гэбриэл дебютировал в телефильме «Верхом по булыжной мостовой» (англ. On a paving stone mounted ), а после съёмок в другой телепостановке («Аутсайдер») начинающий актёр получил одну из ведущих ролей в популярном сериале RTE «Семья Риорданов» (англ. Riordans) о буднях жителей ирландской сельской глубинки. Сериал был закрыт в 1979-м, и тогда Бирн принял решение перебраться в Лондон.
Рискнув карьерой на ирландском телевидении, Гэбриэл оказался в британской столице безработным и только через полтора года смог поступить в труппу Ройал-Корт, а затем играть и на сцене Национального театра.
Тогда же состоялся и его кинодебют в фильме Джона Бурмена «Экскалибур» (1981),
в котором он сыграл роль второго плана — короля Утера. Спустя почти десять лет в «Нью-Йорк Таймс» заметили: «роль была неприятной, жестокой, короткой и запоминающейся».
Киносъёмки открыли Гэбриэлу совершенно непохожую на театральные приёмы технику актёрской игры и режиссуры, и, по его словам, он тогда мало понимал, что именно происходило на съёмочной площадке.

### 1980-е годы
Вслед за первой полнометражной картиной последовали другие: с середины 1980-х актёр имеет обыкновение сниматься в трёх-четырёх кинематографических проектах в год. Широкую известность он получил после выхода на экраны «Защиты государства», сыграв журналиста газеты, расследующего дело о политической коррупции. Гэбриэл Бирн считает этот триллер одним из лучших британских фильмов, посвящённых теме взаимоотношений прессы и власти.
Затем последовали три разноплановых исторических роли. В двух биографических мини-сериалах он сыграл Христофора Колумба (в одноимённой телепостановке CBS) и старшего сына дуче — Витторио («Муссолини: Нерассказанная история»). Английский режиссёр Кен Рассел снял Бирна в образе лорда Байрона в артхаусной картине «Готика», где сравнивал поэта и его друзей Перси и Мэри Шелли с рок-музыкантами 1960-х, создающими свои произведения под влиянием наркотиков. На Международном фестивале фантастического кино «Fantsporto» в 1987 году Гэбриэл Бирн был признан лучшим актёром сразу за две свои роли — Байрона и Ника Маллена из «Защиты государства».
Он снялся ещё в семи картинах, которые прошли мало замеченными среди критиков и зрителей, когда в 1989 году был приглашён братьями Коэнами на главную роль в их новом фильме об американских гангстерах 1930-х — «Перекрёсток Миллера» по мотивам детективов Дешиэла Хэммета.
С выходом на экраны в октябре 1990 года «Перекрёстка Миллера» Гэбриэл Бирн получил международное признание. Сыграв Тома Рейгана, советника главы ирландской мафии, он воплотил один из самых сложных и интригующих образов гангстерского кино. Как заметил Ричард Корлисс, критик из «Time»: «экзистенциальный герой с тёмной ирландской душой».
В память об этой роли актёр носит в обычной жизни кладдахское кольцо своего персонажа.

### 1990-е годы
Фильм братьев Коэнов открыл перед Бирном новые возможности, начался, по его словам, голливудский этап карьеры. Будучи всё более занятым в коммерчески раскрученных американских проектах, он, тем не менее, находит время сниматься в «независимом кино». Бирн отказался от роли злодея в «Смертельном оружии 3» ради съёмок в ирландской трогательной драме «На запад» режиссёра Майкла Ньюэлла, где предстал в образе спивающегося вдовца и отца двух детей. Он также принял участие в фильме «Принц Ютландии» датского режиссёра Габриэля Акселя, интерпретирующего историю о Гамлете, а в 1995-м снялся у Джима Джармуша в «Мертвеце».
В тот же год вышел оскароносный фильм «Подозрительные лица» Брайана Сингера, в котором актёр играл одну из главных ролей, бывшего полицейского и мошенника Дина Китона. Как говорит Бирн, никто из участников, приступая к съёмкам, не предполагал, что этот скромный по бюджету детектив станет столь успешным среди зрителей.
Помимо актёрской работы в этот период Гэбриэл Бирн участвует в кинопроизводстве, пишет сценарии и осуществляет режиссуру. Фильм Джима Шеридана «Во имя отца», в котором он выступал в качестве продюсера, номинировался на «Оскар» в категории «Лучший фильм». В 1995 году была опубликована его автобиография «Картинки в моей голове» (англ. Pictures in My Head).
Во второй половине десятилетия актёр продолжает сотрудничество с европейскими режиссёрами, снявшись вместе с Джулией Ормонд и Ричардом Харрисом ещё у одного датчанина Билле Аугуста в «Снежном чувстве Смиллы». Случайно познакомившись в одном из голливудских музыкальных клубов с Вимом Вендерсом, Гэбриэл получил роль компьютерного специалиста в новом его фильме «Конец насилия» (1997), фабула которого крутится вокруг темы создания высокотехнологичной системы тотального слежения. За год до этого он снялся в трагикомедии «Время бешеных псов», где предстал в гротескном облике гангстера Бена.
В конце 1990-х с участием Бирна выходят несколько фильмов, претендовавших на статус блокбастеров, но получивших по результатам показа довольно острую критику: «Человек в железной маске», «Конец света» и «Стигматы». В двух последних, выпущенных на экраны в 1999-м, он параллельно играл и дьявола, и священника — и за обе эти роли попал в список номинантов «Худший актёр второго плана» по версии «Золотой малины».

### 2000-е годы
В 2000 году Гэбриэл Бирн вернулся на театральную сцену, сыграв на Бродвее Джима Тайрона в пьесе Юджина О’Нила «Луна для пасынков судьбы» (на сцене с 19 марта по 2 июля). За эту роль он получил престижную премию Theatre World Award и был номинирован на главную театральную награду США — «Тони». Через пять лет Гэбриэл вновь обратился к драматургии О’Нила, сыграв в другом бродвейском спектакле «Душа поэта» (8 декабря 2005 — 29 января 2006). За роль Кона Мелоди (главный герой пьесы) актёр был удостоен премии американских театральных критиков The Outer Critics Circle Awards.
В эти годы Бирн преимущественно берётся за роли в психологических драмах, участвуя в съёмках в Австралии, Европе, Канаде, России и Южной Африке. Осенью 2001 года он составляет дуэт Миранде Ричардсон в работе над триллером канадского режиссёра Дэвида Кроненберга «Паук» (по роману Патрика Макграта): они сыграли родителей главного героя — Денниса Клегга (роль Рэйфа Файнса), в сознании которого образы отца и матери претерпевают сюрреалистическую трансформацию.
В середине 2000-х актёр снялся в двух костюмированных фильмах — экранизациях романов Уильяма Теккерея «Ярмарка тщеславия» и Торнтона Уайлдера «Мост короля Людовика Святого», а также принял участие в российском телепроекте, посвящённом блокаде, — «Ленинград» (по заказу «1-го канала»).

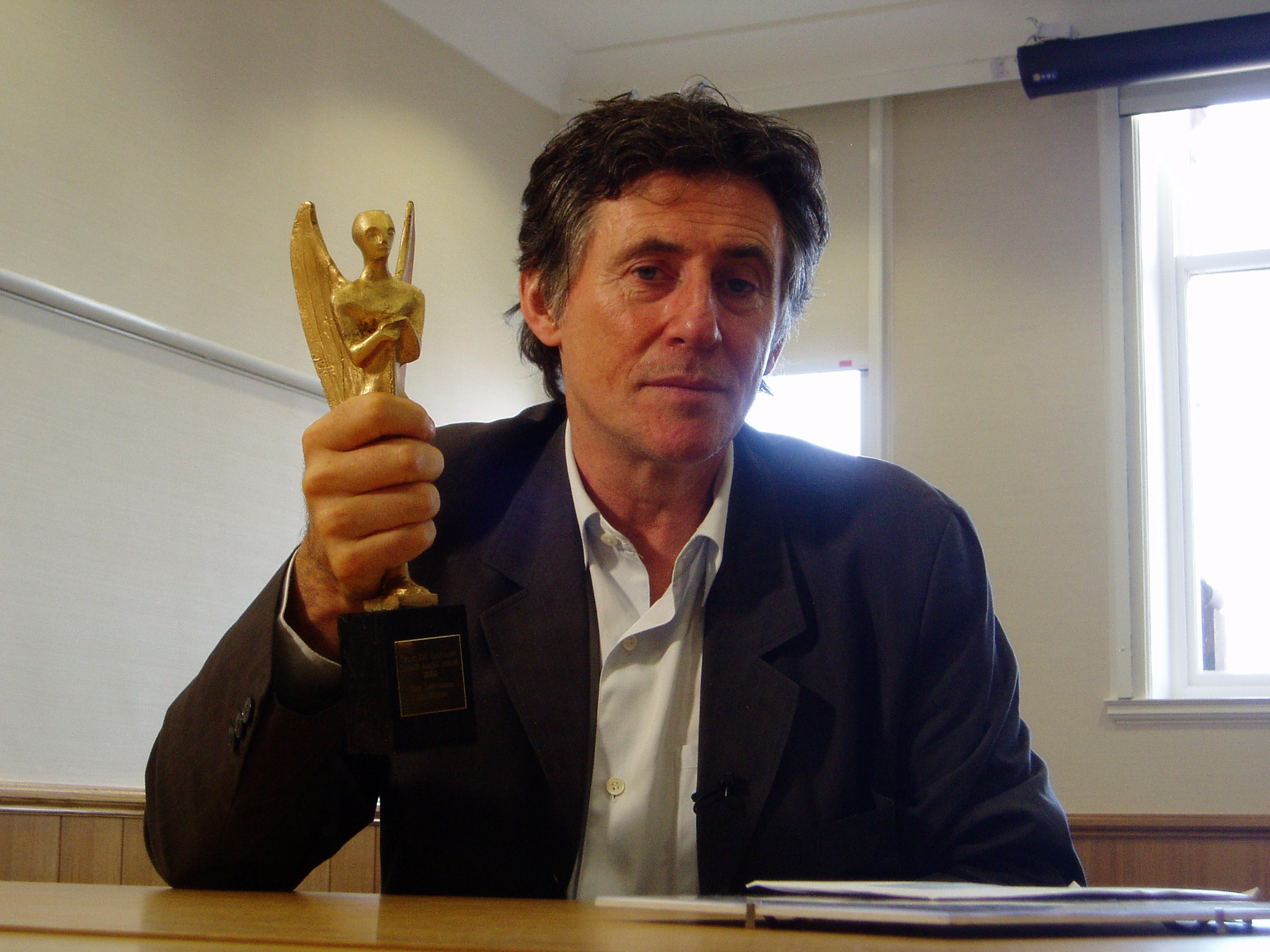
На Эдинбургском международном фестивале в 2006 году фильм «Джиндабайн» был отмечен премией The Herald Angel

В 2005 году вышла драма «Вау-вау» о жизни подростка Ральфа Комптона в королевстве Свазиленд. Режиссёр — британский актёр Ричард Грант — воссоздал в кинокартине историю своего собственного детства. На роль родителей мальчика были приглашены Миранда Ричардсон и Гэбриэл Бирн, вторую жену отца (колониального министра образования) играла Эмили Уотсон. По словам Гранта, Бирн хотел как можно меньше знать о реальном прототипе своего героя, привнеся в игру личное представление о характере Гарри Комптона:
…однако же созданный им образ сверхъестественно стал похож на портрет моего отца, и я чувствую себя обязанным Гэбриэлу за то, что он сделал это с такой храбростью, честностью и бескомпромиссностью.
В том же году актёр снялся в австралийском фильме «Джиндабайн» режиссёра Рея Лоуренса (англ. Ray Lawrence), который был положительно принят кинокритиками и зрителями. Сюжет драмы о супружеских взаимоотношениях, принципах морали и личностном самопознании разворачивается на фоне истории убийства девушки-аборигенки: её труп нашли рыбаки, но вместо того, чтобы вызвать полицию, они решили продолжить свой отдых и сообщили о происшествии только по возвращении домой. Этот фильм стал третьим для Бирна, где он играл вместе с американской актрисой Лорой Линни (ранее — «Просто поворот судьбы» и «Постскриптум»).
В камерной канадской кинокартине «Эмоциональная арифметика» 2007 года по одноимённому роману Мэтта Коэна, в котором затронута тема памяти о войне и геноциде, партнёрами Бирна стали Сьюзан Сарандон, Кристофер Пламмер, Макс Фон Сюдов и Рой Дюпюи. В 2008-м Гэбриэл выступил в совершенно новом для себя амплуа, представ королём Артуром в знаменитом мюзикле «Камелот», постановка Нью-Йоркского филармонического оркестра). По этому поводу актёр заметил, что, придя в кино как Утер и сыграв теперь его сына, он чувствует, как будто замкнулся некий круг в его жизни.
В 2009 году Гэбриэл Бирн стал лауреатом премии «Золотой глобус» в номинации «Лучший актёр драматического телесериала» за роль психотерапевта Пола Уэстона в сериале «Пациенты», премьера — 28 января 2008). Американский кабельный телеканал HBO взял за основу ранее показанную израильскую телепостановку и развил историю в оригинальную драму. Этот проект сделал актёра ещё более популярным среди зрителей и вызвал широкое обсуждение в профессиональном сообществе психотерапевтов.

### 2010-е годы
Осенью 2010 года на HBO вышел третий и заключительный сезон сериала «Пациенты». Премьера триллера в стиле нуар «Я, Анна» (англ. I, Anna), главные роли в котором сыграли Бирн и Шарлотта Рэмплинг, прошла в феврале 2012 года в рамках Берлинского кинофестиваля. Актёр также принял участие в съёмках нового фильма Коста-Гавраса — «Капитал».
В октябре 2011 года актёр вместе с Тоби Стивенсом и Руфусом Сьюэллом присоединился к съёмочной группе британского триллера «Все вещи для всех людей» (англ. All Things to All Men; режиссёр — Джордж Айзек). Гэбриэл Бирн выступил в одной из ведущих ролей — криминального авторитета Джозефа Корко.
Впервые более чем за двадцать лет он начал сниматься в проектах британского телевидения. В ноябре 2012 года на телеканале Channel 4 вышел мини-сериал «Государственная тайна» (англ. Secret State). За основу сюжета взят роман Криса Маллинса A Very British Coup о расследовании массового несчастного случая, произошедшего на производстве нефтехимической американской компании. Актёр сыграл главного героя — политика Тома Докинса, расследующего причины той трагедии.
Гэбриэл Бирн был задействован и в первом сезоне сериала «Викинги», премьера которого состоялась на телеканале History Channel в марте 2013 года. Его персонажем стал ярл Харальдсон, влиятельный и коварный скандинав, традиционно совершающий набеги на соседей.
В августе 2012 года BBC One объявил о запуске в производство детективного сериала Quirke по романам ирландского писателя Бенджамина Блэка, где Бирн играет главную роль — главного патологоанатома Дублина в 1950-х годах. Премьера состоялась на ирландском телеканале RTE 16 февраля 2014 года. В планах заявлялось участие в экранизации романа ирландского писателя Флэнна О’Брайена «О водоплавающих» (англ. At Swim-Two-Birds), режиссёром которого собирался выступить другой актёр — Брендан Глисон, а также в одноимённой экранизации романа Агаты Кристи — «Скрюченный домишко».
В мае 2013 года стало известно, что Бирн был выбран на роль Виктора Дашкова в картину «Академия вампиров: Сёстры по крови», экранизацию первой части одноимённой серии романов. В 2015 году было завершено производство трёх фильм, в которых актёр сыграл ведущие роли: «Громче, чем бомбы», «Никому не нужна ночь» и «No Pay, Nudity». В 2019 году Гэбриэл Бирн вместе с Элизабет Макговерн возглавили актёрский ансамбль сериала «Война миров» — проект продюсерской компании Urban Myth Film в партнёрстве с AGC Television, Canal+ и Fox Networks Group Europe & Africa.

### Личная и общественная жизнь
Около десяти лет спутницей жизни актёра была ирландка Эйн О’Коннор (ирл.: Áine O’Connor). Оставив престижную должность в RTE, она переехала ради Бирна в Лондон. Хотя пара рассталась, до самой смерти в 1998 году (в возрасте 50 лет) Эйн и Гэбриэл оставались лучшими друзьями. С 1988 года по 1999 год Гэбриэл Бирн состоял в браке с американской актрисой Эллен Баркин, с которой познакомился на съёмках фильма «Сиеста». Однако с 1993 года они жили раздельно. У них есть сын Джек (род. 1989) и дочь Роми (род. 1992). В 2014 году актёр женился на теле- и кинопродюсере Ханне Бет Кинг, в феврале 2017 года у пары родилась дочь.
Впервые посетив США в 37 лет, Бирн впоследствии обосновался в Нью-Йорке в районе Бруклина, чтобы быть ближе к своим детям, проживающим с матерью, с которыми он очень дружен. Актёр предпочитает говорить на английском с ирландским акцентом, не стремится получить гражданство США, активно занимается благотворительной и общественной деятельностью как в Нью-Йорке, так и на родине.
При этом он отзывается о себе как о довольно застенчивом человеке и говорит, что ему требуется прикладывать немало усилий, чтобы выглядеть непринуждённо на людях.
В ноябре 2004 года Гэбриэл Бирн был назначен послом ЮНИСЕФ от Ирландии. Спустя три года он получил звание почётного доктора искусств (англ. Honorary Doctor of Arts) Ирландского национального университета в Голуэе. С марта 2010 года по декабрь 2011 года Бирн занимал пост посла культуры Ирландии.
В 2008 году был снят документальный фильм об актёре — «Рассказы из дома», где он в том числе рассказал, как из-за глубокой депрессии начал злоупотреблять алкоголем и был вынужден несколько лет назад пройти курс лечения в больнице. По признанию самого Бирна, это было, вероятно, самой трудной вещью в его жизни.

## Оценка творчества
Критики нередко описывают персонажей Гэбриэла Бирна как «задумчивых героев», и это клише актёр искренне ненавидит. На вопрос «Почему?» он однажды ответил, что просто не понимает, что означает эта «задумчивость».
Бирн детально продумывает манеру поведения, акценты в речи, приступая к работе над ролями. На съёмках фильма «Перекрёсток Миллера» он поинтересовался у Джоэла Коэна, что символизирует шляпа Тома, но тот был краток, заметив только, что она очень важна. Тогда Бирн решил, что то, как носили мужчины свои фетровые шляпы (надвинув на глаза или сдвинув на затылок), может стать ключом к пониманию их эмоционального состояния и взаимоотношений.
Участвуя в различных крупных голливудских проектах, актёр с годами становился всё менее удовлетворён результатами своей игры и чувствовал зажатым в «корпоративные рамки». Ему интересны фильмы, где можно экспериментировать и размышлять над актуальными проблемами. Любимые классические драматурги актёра — Генрик Ибсен, Антон Чехов, Шон О’Кейси.
Режиссёр Стивен Спилберг как-то сказал о Бирне, что тот «всё время летает ниже радара», и никогда не знаешь, что он сыграет в следующий раз. В рецензии на спектакль «Душа поэта» один из обозревателей «Нью-Йорк Таймс» написал, что Гэбриэл Бирн — из тех редких современных актёров, кто заслуживает постановок, позволивших бы ему «превращать атмосферу глянца в непрерывный, штормовой, полный драматизма вихрь, что так явно в нём живёт».
В 2018 году Гэбриэл Бирн удостоен в рамках премии Irish Film & Television Awards почестей и награды за достижения в жизни — Lifetime Achievement Award.

## Фильмография
| Год       |    | Русское название                  | Оригинальное название        | Роль                         |
| --------- | -- | --------------------------------- | ---------------------------- | ---------------------------- |
| 1981      | ф  | Экскалибур                        | Excalibur                    | Утер Пендрагон               |
| 1983      | ф  | Крепость                          | The Keep                     | майор Эрих Кемпффер          |
| 1983      | ф  | Ханна К.                          | Hanna K.                     | Джошуа Херцог                |
| 1984      | ф  | Отражения                         | Reflections                  | Уильям Мастерс               |
| 1985      | с  | Христофор Колумб                  | Christoph Columbus           | Колумб                       |
| 1985      | с  | Муссолини: Нерассказанная история | Mussolini: The Untold Story  | Витторио Муссолини           |
| 1986      | ф  | Готика                            | Gothic                       | лорд Байрон                  |
| 1986      | ф  | Защита государства                | Defence of the Realm         | Ник Маллен                   |
| 1987      | ф  | Сиеста                            | Siesta                       | Августин                     |
| 1987      | ф  | Львиное сердце                    | Lionheart                    | Чёрный принц                 |
| 1987      | ф  | Это опять я                       | Hello Again                  | Кевин Скэнлон                |
| 1987      | ф  | Джулия и Джулия                   | Giulia & Giulia              | Паоло Винчи                  |
| 1988      | ф  | Солдатская история                | A Soldier’s Tale             | Сол                          |
| 1988      | ф  | Курьер                            | The Courier                  | Вэл                          |
| 1989      | ф  | Мрачная одержимость               | Diamond Skulls               | Лорд Хьюго Бруктон           |
| 1990      | ф  | Перекрёсток Миллера               | Miller’s Crossing            | Том Рейган                   |
| 1990      | ф  | Потерпевшие кораблекрушение       | Haakon Haakonsen             | лейтенант Джон Меррик        |
| 1992      | ф  | На запад                          | Into the West                | Папа Рейли                   |
| 1992      | ф  | Параллельный мир                  | Cool World                   | Джек Дибс                    |
| 1993      | ф  | Опасная женщина                   | Dangerous Woman              | Колин Макей                  |
| 1993      | ф  | Возврата нет                      | Point of No Return           | Боб                          |
| 1994      | ф  | Маленькие женщины                 | Little Women                 | профессор Фридрих Баэр       |
| 1994      | ф  | Принц Ютландии                    | The Prince of Jutland        | Фенге                        |
| 1994      | ф  | Просто поворот судьбы             | A Simple Twist of Fate       | Джон Ньюлэнд                 |
| 1994      | ф  | Суд присяжных                     | Trial by Jury                | Дэниел Грэхэм                |
| 1995      | ф  | Мертвец                           | Dead Man                     | Чарли Дикинсон               |
| 1995      | ф  | Подозрительные лица               | The Usual Suspects           | Дин Китон                    |
| 1995      | ф  | Девушки с Дикого Запада           | Buffalo Girls                | Тедди Блу                    |
| 1995      | ф  | Звёзды Фрэнки                     | Frankie Starlight            | Джек Келли                   |
| 1996      | ф  | Время бешеных псов                | Mad Dog Time                 | Бен Лондон                   |
| 1996      | ф  | Последний из великих королей      | Last of the High Kings       | Джек Гриффин                 |
| 1996      | ф  | На грани                          | Somebody Is Waiting          | Роджер Эллис                 |
| 1997      | ф  | Оружие массового развлечения      | Weapons of Mass Distraction  | Лайнэл Пауэрс                |
| 1997      | ф  | Конец насилия                     | The End of Violence          | Рэй Беринг                   |
| 1997      | ф  | Снежное чувство Смиллы            | Smilla’s Sense of Snow       | Механик                      |
| 1997      | ф  | Это — море                        | This Is The Sea              | Рохан                        |
| 1998      | ф  | Польская невеста                  | Polish Wedding               | Болек                        |
| 1998      | ф  | Человек в железной маске          | The Man in the Iron Mask     | д’Артаньян                   |
| 1998      | ф  | Заклятые друзья                   | The Brylcreem Boys           | Шон О’Брайн                  |
| 1998      | ф  | Враг государства                  | Enemy of the State           | Лже-Брилл                    |
| 1998      | мф | Волшебный меч: В поисках Камелота | Quest for Camelot            | голос сэра Лайнела           |
| 1999      | ф  | Стигматы                          | Stigmata                     | отец Эндрю Кирнан            |
| 1999      | ф  | Конец света                       | End of Days                  | Сатана                       |
| 2000      | ф  | Закон противоположностей          | Canone Inverso — Making Love | Скрипач                      |
| 2002      | ф  | Паук                              | Spider                       | Билл Клегг                   |
| 2002      | ф  | Корабль-призрак                   | Ghost Ship                   | капитан Шон Мерфи            |
| 2002      | ф  | Бегство                           | Virginia’s run               | Форд Лофтон                  |
| 2002      | ф  | Чёрная метка                      | Emmett’s mark                | Джек Марлоу/Стивен Брэкен    |
| 2003      | ф  | Ловкие руки                       | Shade                        | Чарли Миллер                 |
| 2004      | ф  | Ярмарка тщеславия                 | Vanity Fair                  | маркиз Стайн                 |
| 2004      | ф  | Постскриптум                      | P.S.                         | Питер Хэррингтон             |
| 2004      | ф  | Мост короля Людовика Святого      | The Bridge of San Luis Rey   | брат Юнипер                  |
| 2005      | ф  | Нападение на 13-й участок         | Assault on Precinct 13       | капитан Маркус Дювалл        |
| 2005      | ф  | Вау-вау                           | Wah-Wah                      | Гарри Комптон                |
| 2006      | ф  | Сыграно                           | Played                       | Эдди                         |
| 2006      | ф  | Джиндабайн                        | Jindabyne                    | Стюарт Кейн                  |
| 2007      | ф  | Эмоциональная арифметика          | Emotional Arithmetic         | Кристофер Льюис              |
| 2007      | с  | Ленинград                         | Attack on Leningrad          | Филипп Паркер                |
| 2008—2010 | с  | Пациенты                          | In Treatment                 | Пол Уэстон                   |
| 2009      | ф  | Щедрость Перрье                   | Perrier’s Bounty             | рассказчик (голос за кадром) |
| 2012      | ф  | Я, Анна                           | I, Anna                      | детектив Берни Комински      |
| 2012      | с  | Государственная тайна             | Secret State                 | Том Докинс                   |
| 2012      | ф  | Капитал                           | Le Capital                   | Дитмар Риджал                |
| 2013      | с  | Викинги                           | Vikings                      | ярл Харальдсон               |
| 2013      | ф  | Все вещи для всех людей           | All Things to All Men        | Джозефа Корко                |
| 2014      | ф  | Академия вампиров                 | Vampire Academy              | Виктор Дашков                |
| 2015      | ф  | 33                                | The 33                       |                              |
| 2015      | ф  | No Pay, Nudity                    | No Pay, Nudity               | Лоуренс Роуз                 |
| 2015      | ф  | Никому не нужна ночь              | Nadie quiere la noche        | Брэм Тревор                  |
| 2015      | ф  | Громче, чем бомбы                 | Louder Than Bombs            | Джин Рид                     |
| 2016      | с  | Марко Поло                        | Marco Polo                   | Папа Григорий X              |
| 2017      | ф  | Mad to Be Normal                  | Mad to Be Normal             | Джим                         |
| 2018      | ф  | Lies We Tell                      | Lies We Tell                 | Дональд                      |
| 2018      | ф  | In the Cloud                      | In the Cloud                 | д-р Волфф                    |
| 2018      | ф  | Реинкарнация                      | Hereditary                   | Стив Грэхем                  |
| 2018      | с  | Маньяк                            | Maniac                       | Портер Мильгрим              |
| 2019      | с  | Война миров                       | War of the Worlds            | Билл Уорд                    |
| 2020      | с  | НольНольНоль                      | ZeroZeroZero                 | Эдуард Линвуд                |
| 2022      | ф  | Ламборгини                        | Lamborghini                  | Энцо Феррари                 |
| 2022      | ф  | Убийство в Йеллоустоун-Сити       | Murder at Yellowstone City   | шериф Джим Амброз            |
| 2024      | ф  | Гении                             | Dance First                  | Сэмюэл Беккет                |
| 2025      | ф  | Балерина                          | Ballerina                    | Канцлер                      |

### Продюсер
- 1992: На запад / Into the West (представитель продюсера)
- 1993: Во имя отца / In the Name of the Father
- 1996: Жаворонок в чистом воздухе / The Lark in the Clear Air
- 1996: Последний из великих королей / Last of the High Kings
- 1996: На грани / Somebody Is Waiting
- 1998: Заклятые друзья / The Brylcreem Boys
- 2000: Без ума от Мамбо / Mad About Mambo

### Режиссёр
- 1996: Жаворонок в чистом воздухе / The Lark in the Clear Air

### Сценарист
- 1996: Жаворонок в чистом воздухе / The Lark in the Clear Air
- 1996: Draiocht[60]
- 1996: Последний из великих королей / Last of the High Kings
- 1998: Заклятые друзья / The Brylcreem Boys

## Награды и номинации
Полный список наград и номинаций на сайте IMDb.
| Год  | Название                              | Награда                              | Категория                                          | Результат |
| ---- | ------------------------------------- | ------------------------------------ | -------------------------------------------------- | --------- |
| 1979 | «Брэкен» (1978)                       | Jacob’s Award                        | Лучший актёр в телевизионном драматическом сериале | Победа    |
| 1987 | «Готика», «Защита государства» (1986) | Fantasporto                          | Лучший актёр                                       | Победа    |
| 1995 | «Подозрительные лица»                 | Национальный совет кинокритиков США  | Лучший актёрский ансамбль                          | Победа    |
| 1998 | «Оружие массового развлечения» (1997) | Спутниковая награда                  | Лучший актёр — мини-сериала или фильма на ТВ       | Номинация |
| 1999 | «Конец света»                         | Cinequest San Jose Film Festival     | Maverick Tribute Award                             | Победа    |
| 2000 | «Стигматы» (1999)                     | Blockbuster Entertainment Awards     | Лучший актёр — Фильм ужасов                        | Номинация |
| 2000 | «Конец света», «Стигматы»             | Золотая малина                       | Худший актёр второго плана                         | Номинация |
| 2005 | «Вау-вау»                             | Irish Film and Television Awards     | Лучший актёр в полнометражном фильме               | Номинация |
| 2006 | «Джиндабайн»                          | IF Awards                            | Лучший актёр                                       | Номинация |
| 2006 | «Джиндабайн»                          | Australian Film Institute            | Лучший ведущий актёр                               | Номинация |
| 2008 | «Джиндабайн»                          | Evening Standard British Film Awards | Лучший актёр                                       | Номинация |
| 2008 | «Джиндабайн»                          | Irish Film and Television Awards     | Лучший актёр в полнометражном фильме               | Номинация |
| 2008 | «Пациенты»                            | Спутниковая награда                  | Лучший актёр в драматическом телесериале           | Номинация |
| 2008 | «Пациенты»                            | Прайм-тайм премия «Эмми»             | Лучший актёр драматического сериала                | Номинация |
| 2009 | «Пациенты»                            | Золотой глобус                       | Лучший актёр драматического сериала                | Победа    |
| 2009 | «Пациенты»                            | Прайм-тайм премия «Эмми»             | Лучший актёр драматического сериала                | Номинация |
| 2009 | «Пациенты»                            | Спутниковая награда                  | Лучший актёр в драматическом телесериале           | Номинация |
| 2010 | «Пациенты»                            | Irish Film and Television Awards     | Лучший актёр в главной роли на ТВ                  | Номинация |